# Hội Truyền thông số Việt Nam
Hội Truyền thông số Việt Nam là tổ chức xã hội - nghề nghiệp trong lĩnh vực công nghệ số, truyền thông số có sứ mệnh tập hợp, đoàn kết hội viên, bảo vệ quyền, lợi ích hợp pháp của hội viên, hỗ trợ hội viên phát triển, góp phần thúc đẩy chuyển đổi số, phát triển kinh tế số, xã hội số tại Việt Nam và thế giới 
Hội có tên giao dịch tiếng Anh là Vietnam Digital Communications Association, viết tắt là VDCA.
Hội Truyền thông số Việt Nam được thành lập theo Quyết định của Bộ Nội vụ số 68/QĐ-BNV ngày 25/01/2011 . Điều lệ Hội được Bộ Nội vụ phê duyệt tại Quyết định Số 316/QĐ-BNV ngày 9 tháng 4 năm 2012.
Chủ tịch hiện tại của VDCA là TS. Nguyễn Minh Hồng, Nguyên Thứ trưởng Bộ Thông tin và Truyền thông. Tổng Thư ký VDCA là ông Vũ Kiêm Văn.
VDCA có Hội đồng cố vấn do GS.TSKH Đỗ Trung Tá, Nguyên Bộ trưởng Bưu chính, Viễn thông làm Chủ tịch hội đồng. 
Trụ sở Hội đặt tại địa chỉ: Tầng 12A, tòa nhà VTC Online, 18 Tam Trinh, phường Minh Khai, quận Hai Bà Trưng, Hà Nội.
Văn phòng giao dịch tại địa chỉ: Tầng 8, toà nhà Báo Nông thôn Ngày nay, số 68 Dương Đình Nghệ, quận Cầu Giấy, Hà Nội.